# نسر صلاح الدين
نسر صلاح الدين، هو شعار نبالة يعود إلى عصر الملك الناصر صلاح الدين الأيوبي (532 - 589 هـ / 1138 - 1193 م) مؤسس الدولة الأيوبية في مصر. وسُمّي الشعار نسبة إليه، حيث وجد في قلعة صلاح الدين بالقاهرة، واُعيد استخدامه بعد قيام ثورة 23 يوليو عام 1952 في مصر. وتستخدمه كل من مصر وسوريا والعراق وبعض الدول العربية الأخرى شعاراً لها، وتختلف بعض الإضافات كالأعلام والكتابة عليه من دولة إلى أخرى.

## الوصف

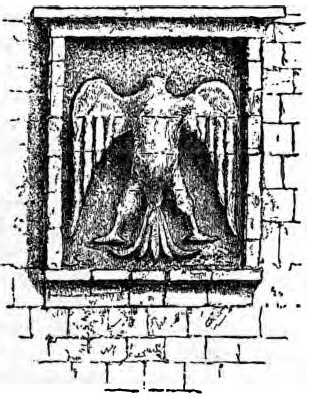
رسم لنسر صلاح الدين الأصلي الموجود على قلعته بالقاهرة.

معظم الدول العربية التي تتخذ أو اتخذت نسر صلاح الدين شعاراً لها تختلف فيما بينها على ما يحويه الدرع؛ وكذلك الكتابة الموجودة على القاعدة التي يستند عليها النسر. ويكون لونه في الغالب ذهبي خالص أو أصفر مع ريش أسود اللون.
الدرع الموجود على صدر النسر عادةً يتضمن ألوان علم الدولة، والتي غالباً لا تخرج عن إطار هذه الألوان الأربعة: الأحمر والأبيض والأسود والأخضر، ونادراً ما يختلف شكل هذا الدرع أو ما يحتويه، كذلك يندر عدم وجوده.
بالنسبة لرأس النسر فهو ينظر بشموخ جهة يمينه، ليدل على العظمة والكبرياء.

## تاريخ

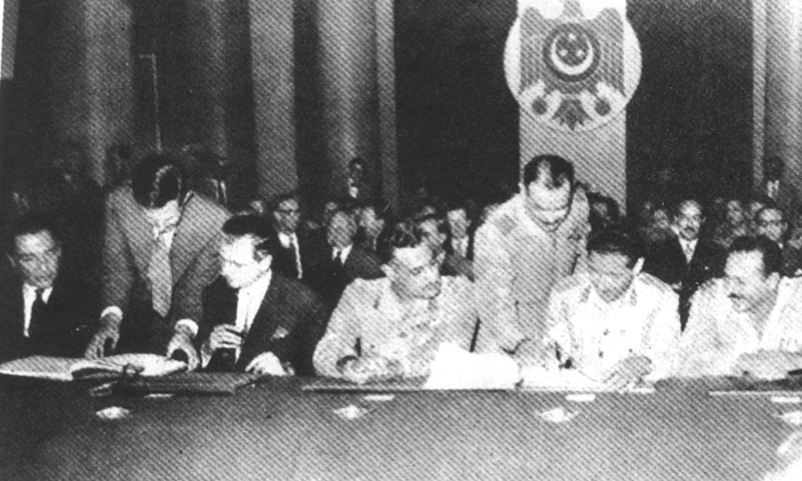
نسر صلاح الدين موضوع على علم التحرير أثناء التوقيع على اتفاقية الجلاء عام 1956.

اُستخدم شعار النسر كختم للدولة المصرية طبقاً للقانون 130 بالمرسوم الصادر في ديسمبر عام 1923، أي في عصر المملكة المصرية، ويرجع استخدام مصر للنسر كشعار رسمي لها إلى عهد صلاح الدين الذي اختار النسر شعاراً لدولته. وقد تغير شعار الدولة الرسمي 8 مرات خلال الفترة من 1914 إلى 1984، حيث ظل النسر شعار الدولة المصرية منذ عام 1954 حتى عام 1958، ثم تم تعديل شكله اعتباراً من عام 1958 ليكون شعاراً للجمهورية العربية المتحدة حتى عام 1971، إلى اتفق الرئيس المصري محمد أنور السادات مع الرئيس السوري حافظ الأسد والرئيس الليبي معمر القذافي ما يُعرف باتحاد الجمهوريات العربية، واُختير صقر قريش شعاراً للاتحاد بدلاً عن النسر. وفي عام 1984؛ أعاد الرئيس المصري الأسبق محمد حسني مبارك نسر صلاح الدين بعد موافقة مجلس الشعب ليكون شعار الدولة الرسمي ووضعه على العلم المصري، وهذا نص القانون:
| نسر صلاح الدين | باسم الشعب رئيس الجمهورية قرر مجلس الشعب القانون الآتي نصه، وقد أصدرناه: مادة 1: يتمثل شعار جمهورية مصر العربية في شكل نسر زخرفي، مأخوذ عن "نسر صلاح الدين" وقد وقف مرتكزاً على قاعدة كُتِب عليها بالخط الكوفي "جمهورية مصر العربية"، كما نقش فوق صدره درع يمثل علم الجمهورية وذلك وفقاً للنموذج رقم (1) المرفق بهذا القانون. صدر برئاسة الجمهورية في (7 المحرم سنة 1405)الموافق (2 أكتوبر سنة 1984) | نسر صلاح الدين |

## الاستخدام

### في مصر

#### أعلام

علم جمهورية مصر العربية (1984 - الآن)
العلم الرئاسي
علم التحرير، علم غير رسمي لمجلس قيادة الثورة (1952 - 1958)
العلم الرئاسي لرئيس الجمهورية العربية المتحدة (1958 - 1971)
علم القوات المسلحة
علم القوات البحرية
علم القوات الجوية
العلم الرئاسي للقوات البحرية المصرية (1958 - 1971)
علم قوات الدفاع الجوي
علم الشرطة المصرية
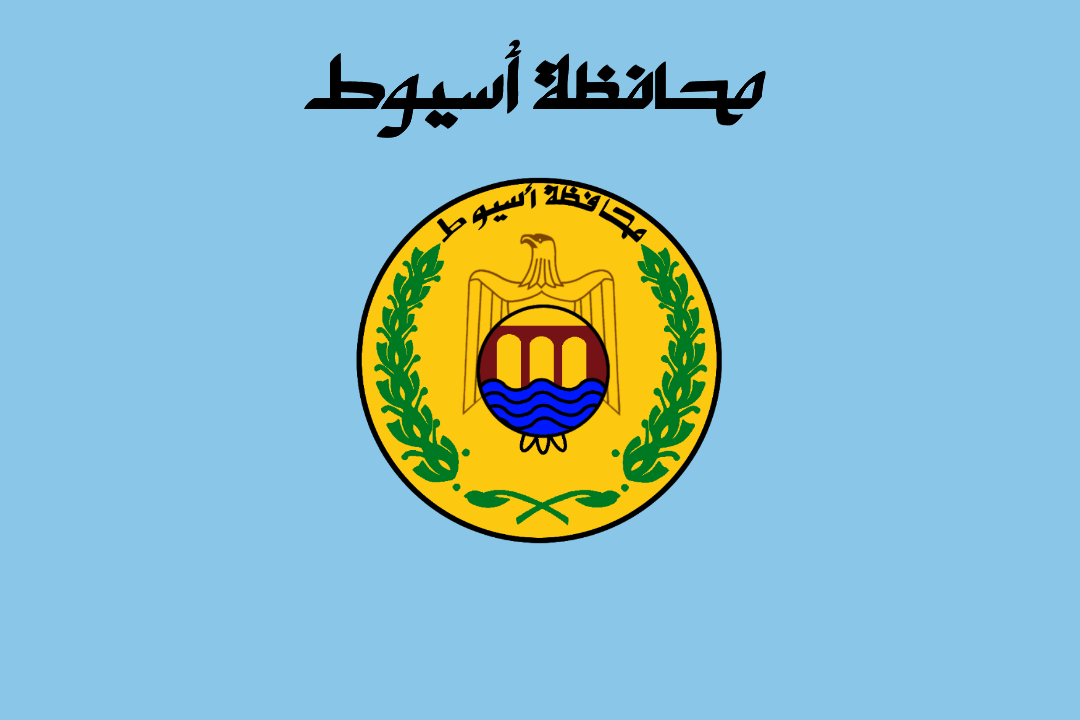
علم محافظة أسيوط
علم محافظة الفيوم
علم محافظة الإسماعيلية

#### شعارات النبالة

جمهورية مصر (1953 - 1958)
الجمهورية العربية المتحدة (1958 - 1971)
جمهورية مصر العربية (1984 - الآن)
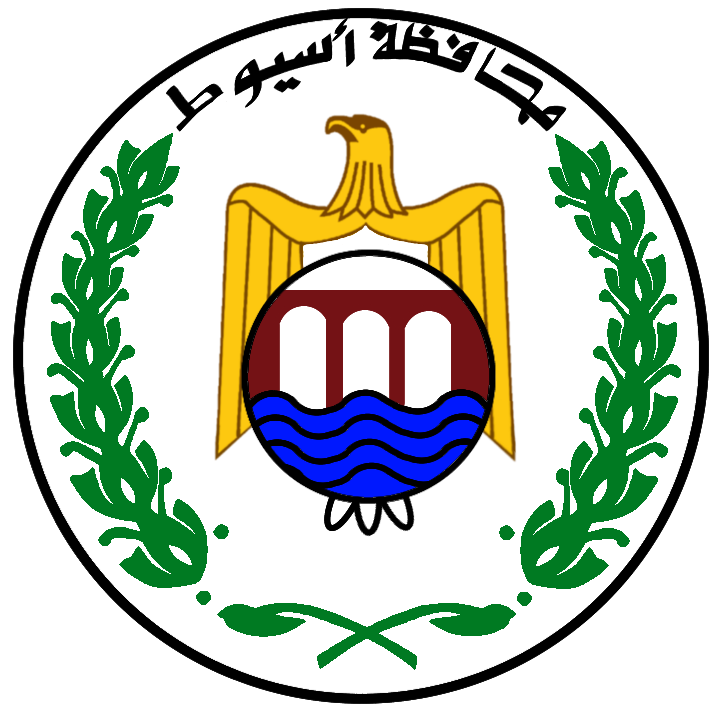
شعار محافظة أسيوط
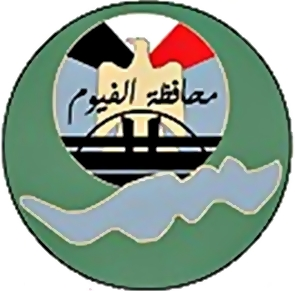
شعار محافظة الفيوم

### في الدول العربية

#### أعلام

العلم الرئاسي الفلسطيني
العلم الرئاسي لجمهورية اليمن الديمقراطية الشعبية
العلم الرئاسي اليمني
العلم الرئاسي لإقليم كردستان، العراق
علم القوات الجوية والدفاع الجوي اليمنية
علم القوات البرية اليمنية
علم القوات البحرية اليمنية والدفاع الساحلي
علم وزارة الداخلية، اليمن
علم جهاز مكافحة الإرهاب، العراق
علم مغاوير الشرطة الوطنية، العراق

#### شعارات نبالة

دولة فلسطين
السلطة الوطنية الفلسطينية
الجمهورية العربية الليبية (1969 - 1971)
الجمهورية العراقية (1961 - 1991)
الجمهورية العراقية (1991 - 2004)
الجمهورية العراقية (2004 - 2007)
جمهورية العراق (2007 - الآن)
جمهورية اليمن الجنوبية الشعبية (1967 - 1970)
جمهورية اليمن الديمقراطية الشعبية (1970 - 1990)
الجمهورية العربية اليمنية (1962 - 1966)
الجمهورية العربية اليمنية (1966 - 1974)
الجمهورية العربية اليمنية (1974 - 1990)
الجمهورية اليمنية (1990 - الآن)
إقليم كردستان العراق (1992 - الآن)
المملكة الأردنية الهاشمية
أرض الصومال

## معرض الصور

شعار رئاسة جمهورية مصر العربية
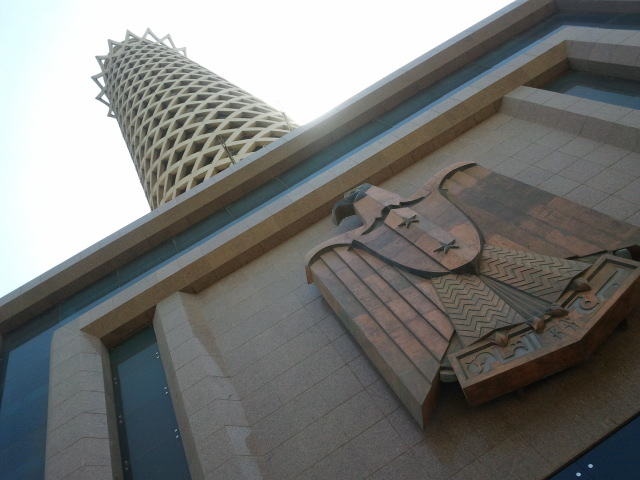
النسر على مدخل برج القاهرة
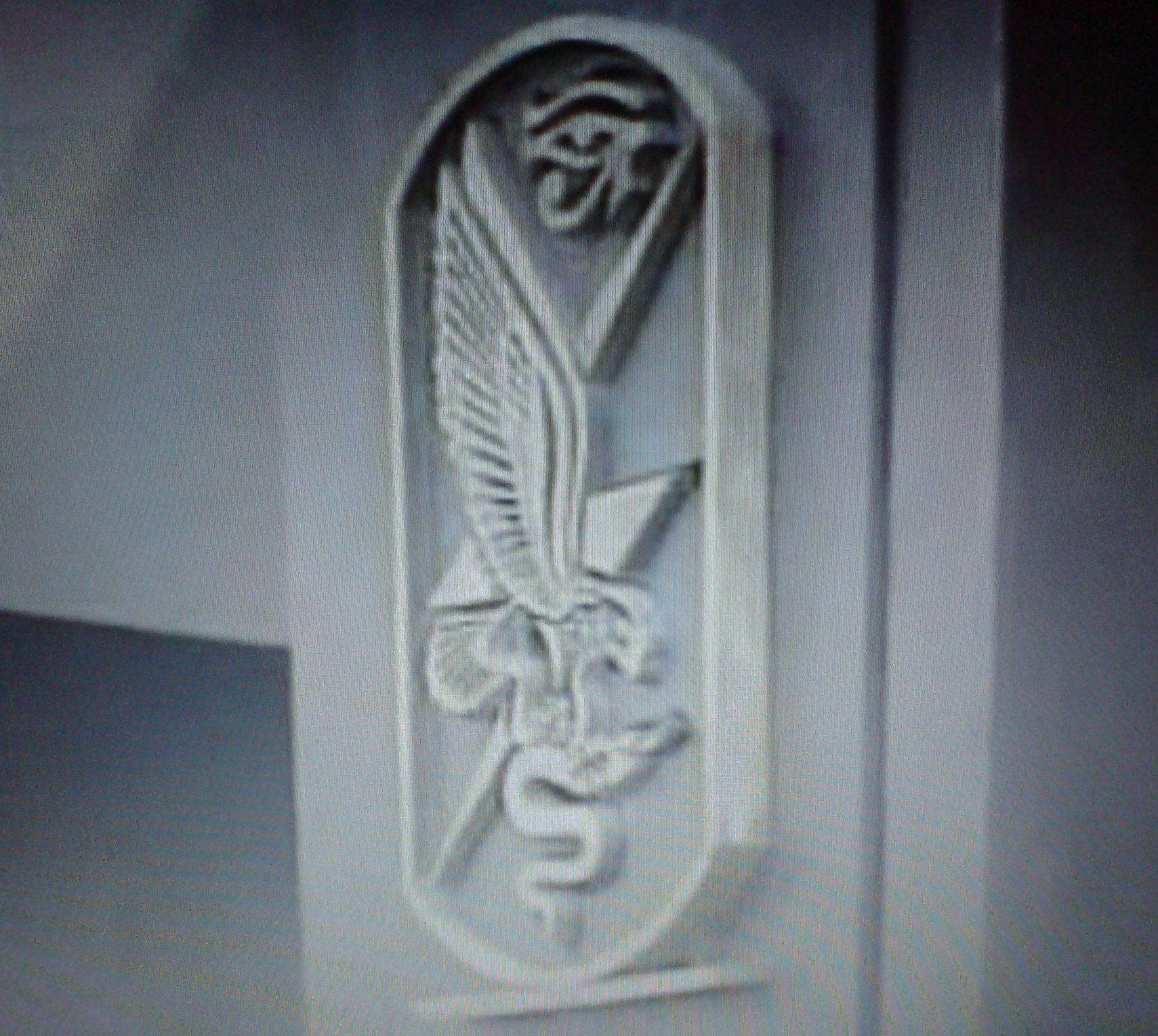
النسر فارداً جنحيه في شعار المخابرات العامة المصرية
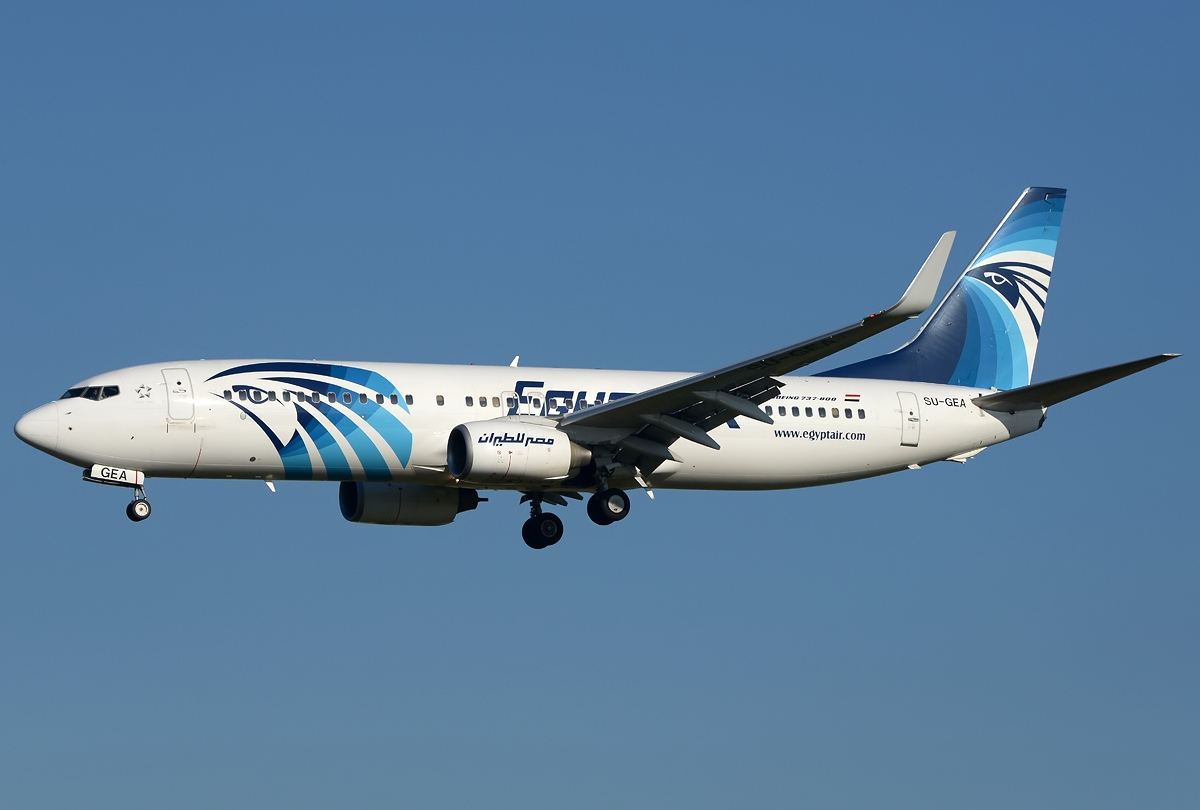
مستخدم كشعار لشركة مصر للطيران
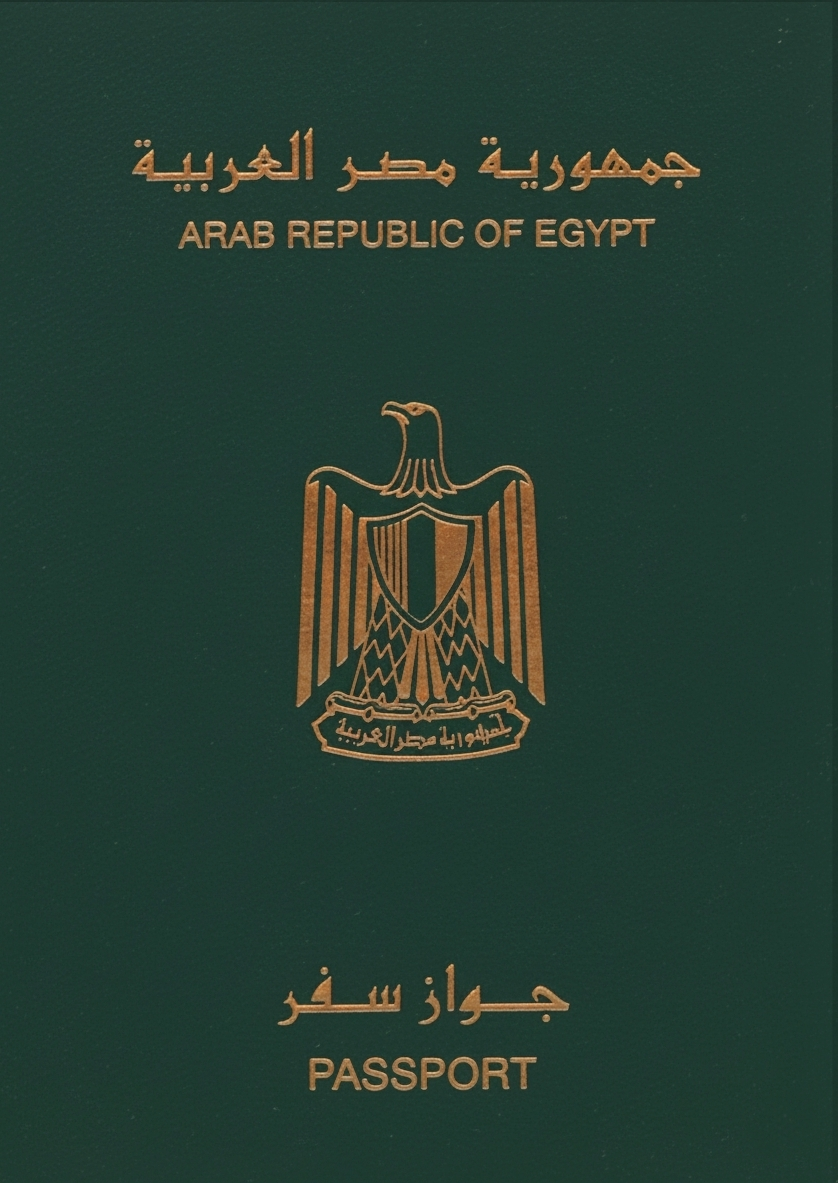
جواز السفر المصري
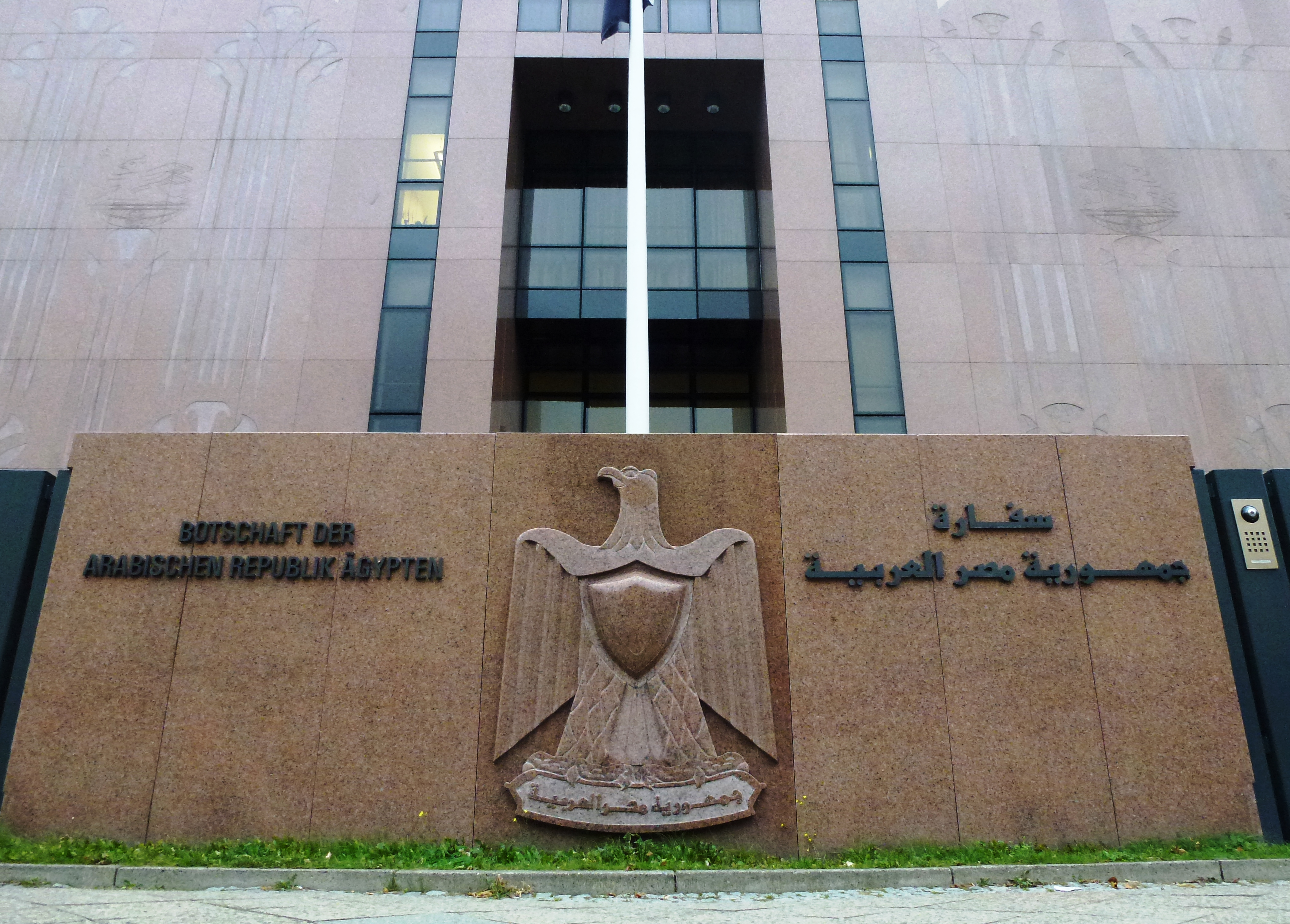
على مبنى السفارة المصرية في برلين
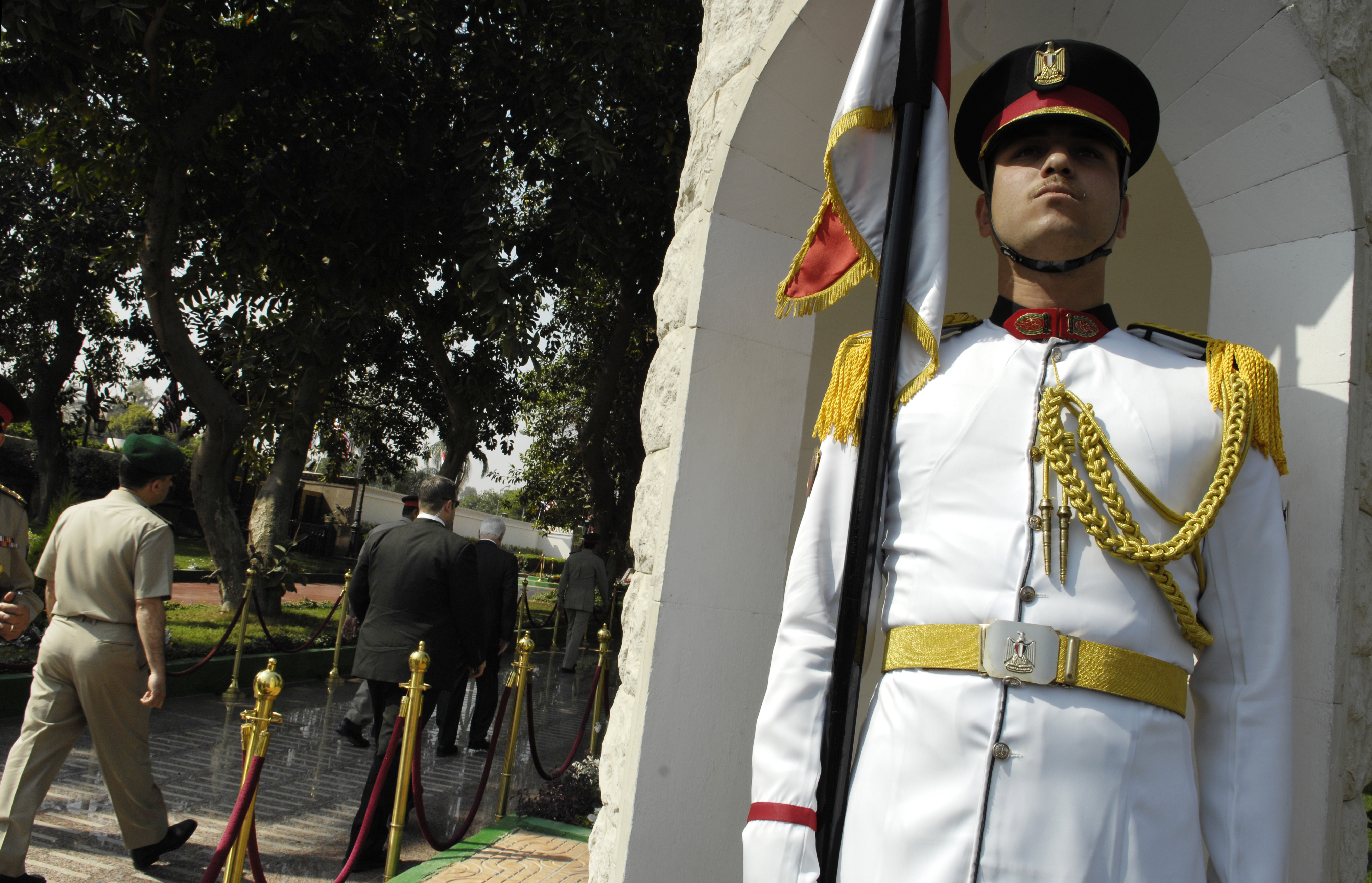
النسر متخذ كشعار للعسكريين في مصر
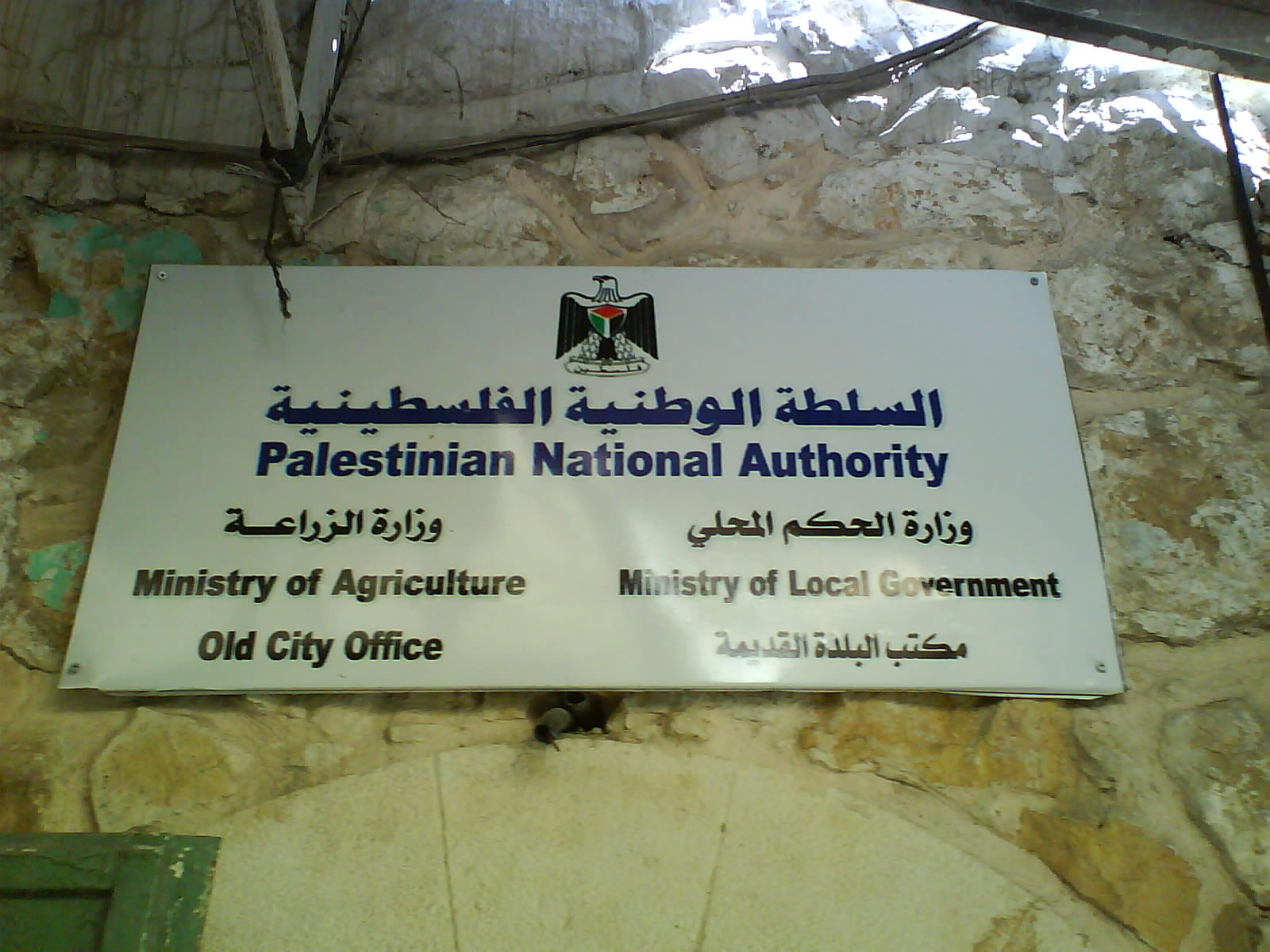
النسر على المباني الحكومية الفلسطينية
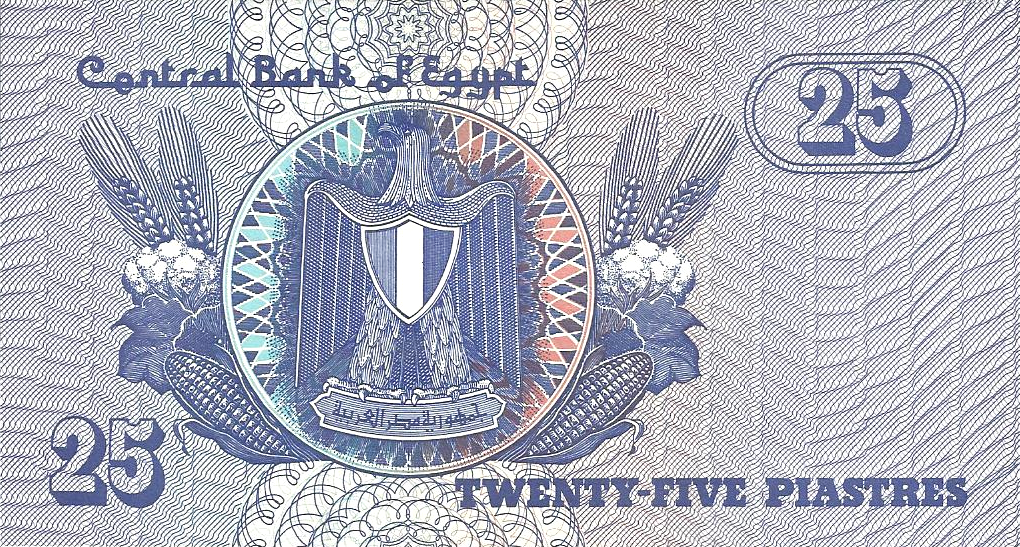
النسر على الوجه الخلفي لورقة 25 قرش مصري